# Една жена (сериал)
Една жена (на турски: Kadın, букв. превод: Жена) e турски драматичен сериал, излъчващ се премиерно през 2017 г.

## Излъчване
| Сезон | Сезон | Епизоди | Начало на сезона | Край на сезона  | Всички епизоди | ТВ сезон    | ТВ канал | Дата и час      |
| ----- | ----- | ------- | ---------------- | --------------- | -------------- | ----------- | -------- | --------------- |
|       | 1     | 32      | 24 октомври 2017 | 5 юни 2018      | 1 – 32         | 2017 – 2018 | FOX      | вторник (20:00) |
|       | 2     | 32      | 2 октомври 2018  | 28 май 2019     | 33 – 64        | 2018 – 2019 | FOX      | вторник (20:00) |
|       | 3     | 17      | 1 октомври 2019  | 4 февруари 2020 | 65 – 81        | 2019 – 2020 | FOX      | вторник (20:00) |

## Излъчване в България
| Сезон | Сезон | Епизоди | Начало на сезона    | Край на сезона      | Всички епизоди | ТВ сезон       | ТВ канал     | Дата и час                 |
| ----- | ----- | ------- | ------------------- | ------------------- | -------------- | -------------- | ------------ | -------------------------- |
|       | 1     | 97      | 3 февруари 2020 г.  | 16 юни 2020 г.      | 1 – 97         | 2020 г.        | Диема Фемили | всеки делничен ден (22:00) |
|       | 2     | 95      | 17 юни 2020 г.      | 27 октомври 2020 г. | 98 – 192       | 2020 г.        | Диема Фемили | всеки делничен ден (22:00) |
|       | 3     | 50      | 28 октомври 2020 г. | 8 януари 2021 г.    | 193 – 242      | 2020 – 2021 г. | Диема Фемили | всеки делничен ден (22:00) |

## Актьорски състав
- Йозге Йозпиринчджи – Бахар Чешмели
- Джанер Джиндорук – Сарп Чешмели/Алп Карахан
- Бену Йълдъръмлар – Хатидже Саръкадъ
- Шериф Ерол – Енвер Саръкадъ
- Кюбра Сюзгюн – Нисан Чешмели
- Али Семи Сефил – Дорук Чешмели
- Серай Кая – Ширин Саръкадъ
- Феяз Думан – Ариф
- Гьокче Ейюпоглу – Джейда
- Хюмейра – Фазилет Ашчъоглу
- Хакан Курташ – Джем
- Айча Ертуран – Йелиз Юнсал
- Аху Яту – Паръл Карахан
- Газанфер Юндюз – Суат
- Едже Йоздикиджи – Жале Демир
- Деврим Йоздер Акъ – Муса Демир
- Джанер Чандарлъ – Мюнир
- Шебнем Кьостем – Жюлиде
- Октай Гюрсой – Синан
- Сахра Шаш – Бершан
- Мелих Чардак – Хикмет
- Рана Джабар – Сейфулах

## В България
В България сериалът започва на 3 февруари 2020 г. по Диема Фемили и завършва на 8 януари 2021 г. На 21 март 2022 г. започва повторно излъчване по Нова телевизия и завършва на 17 март 2023 г. Ролите се озвучават от Силвия Русинова, Петя Миладинова, Даниела Сладунова, Александър Митрев, Здравко Методиев и Ивайло Велчев.